# Zaporoski Pułk Konny
2 Zaporoski pułk konny – oddział kawalerii Armii Ukraińskiej Republiki Ludowej.

## Formowanie i zmiany organizacyjne
W wyniku rozmów atamana Symona Petlury z naczelnikiem państwa i zarazem naczelnym wodzem wojsk polskich Józefem Piłsudskim prowadzonych w grudniu 1919, ten ostatni wyraził zgodę na tworzenie ukraińskich jednostek wojskowych w Polsce. Jednocześnie z formowaniem nowych oddziałów, Armia URL przystąpiła do gruntownej reorganizacji swoich sił wykrwawionych w walkach z wojskami „białej” i „czerwonej” Rosji.
Pułk został sformowany 24 stycznia 1920 w Arseniwce w wyniku reorganizacji Zaporoskiej Zbiorczej Dywizji Strzelców.
W jego skład weszły samodzielna hajdamacka sotnia konna oraz pozostałe pododdziały kawalerii jednostek Zaporoskiej Zbiorczej DS. Nieco później dołączyła także sotnia konna im. Hordijenki. Po zakończeniu I pochodu zimowego na terenie powiatu jampolskiego przeprowadzono mobilizację i powiększono stany osobowe pułku. Rozkazem NDW nr 100 z 8 września Zaporoski pułk konny wyszedł ze składu 1 Zaporoskiej Dywizji Strzelców i wszedł w podporządkowanie dowódcy Samodzielnej Dywizji Kawalerii.
W październiku Armia URL przeprowadziła mobilizację. W jej wyniku liczebność jej oddziałów znacznie wzrosła. W związku z podpisaniem przez Polskę układu o zawieszeniu broni na froncie przeciwbolszewickim, od 18 października wojska ukraińskie zmuszone były prowadzić działania zbrojne samodzielnie.
W listopadzie, pod naporem wojsk sowieckich, pułk doznał dużych strat i przeszedł na zachodni brzeg Zbrucza, gdzie został internowany przez Wojsko Polskie.
Rozkazem dowódcy dywizji nr 50 z 13 kwietnia 1921 pułk wydzielił część oficerów i szeregowych na zalążki do formowania nowego 5 pułku kawalerii.
2 października 1921 jednostka otrzymała nazwę 2 Humańskiego Zaporoskiego pułku kawalerii.
W związku z demobilizacją Armii URL i likwidacją obozów internowania żołnierzy ukraińskich w Polsce, pułk w 1924 został rozformowany.

## Żołnierze oddziału
| Dowódcy jednostki        |                        |       |
| Stopień, imię i nazwisko | Okres pełnienia służby | Uwagi |
| sot. Semen Łoszczenko    | 24 I – 9 III           |       |
| płk Iwan Łytwynenko      | 9 III – 25 V           |       |
| por. Dmytro Żupinas      | 25 V – koniec wojny    |       |

| Kawalerowie Krzyża Walecznych | Kawalerowie Krzyża Walecznych | Kawalerowie Krzyża Walecznych |
| ----------------------------- | ----------------------------- | ----------------------------- |
| szer. Beńko Pawła             | ppłk Biłohub Dmytro           | szer. Bojko Anton             |
| szer. Bondarenko Pawła        | czot. Charczenko Wasyl        | sot. Honta Atanazij           |
| chor. lwaniw Andrij           | szer. Kolisnyk Fedir          | chor. Kołomenskyj Oleksandr   |
| por. Matwienko Iwan           | chor. Miszczenko Kyryło       | chor. Mytruś Iwan             |
| szer. Ohłobla Anton           | szer. Olijnyk Hryhorij        | szer. Paraskiw Mykoła         |
| szer. Pietuchow Wołodymyr     | por. Pruhło Mykoła            | bun. Sabatowskyj Hryhorij     |
| chor. Sawczuk Fedir           | chor. Skobłyk Hryhorij        | chor. Zozulja Iwan            |
| chor. Żomiak Oleksandr        | ppłk Żupinas Dmytro           |                               |